# Istituzioni di metafisica per li principianti
Istituzioni di metafisica per li principianti è una delle opere minori dell'economista e filosofo Antonio Genovesi.

## Contenuti
L'istituzione della metafisica viene divisa in tre parti: la prima parte tratta la metafisica generale, la seconda parte descrive la mente e la natura umana, e la terza parte è dedicata alla scienza di dio e delle cose divine. 

### Generalità
La metafisica viene definita come una scienza, una disciplina universale che insegna i principi, l'origine e l'ordine di questo universo. Questa scienza contribuisce alla felicità dell'uomo, infatti essa è molto utile alle persone, alla Società e anche alla Religione, in quanto con la metafisica si può sviluppare, incrementare e migliorare le conoscenze e anche la cultura dell'uomo. Permette anche di migliorare la ragione, la quale viene definita come la caratteristica superiore dell’uomo, infatti gli individui non nascono con la ragione e con le idee universali ma le acquistano attraverso una Scienza universale cioè la metafisica. 
Questa disciplina universale regola anche le idee, le percezioni, i giudizi e le relazioni che si formano tra gli uomini. Queste ultime si formano dalla mente e dal corpo attraverso le azioni che ciascuna di esse provoca. I giudizi scaturiscono quando si pensa a più idee contemporaneamente. Questo porta l'uomo a paragonare tra di loro le idee e quindi ad avere un giudizio per ciascuna di esse. 

### La mente
Anche le percezioni sono le azioni della mente e ogni azione porta a un'idea diversa e definita. La conoscenza delle percezioni, delle idee e dei giudizi è anche essa moto del nostro cervello ed è un'azione individuale, cioè nessuna persona pensa le medesime cose ma queste differiscono da persona a persona. Infatti se la mente umana fosse uguale per tutti i pensieri, i giudizi, le idee sarebbero le medesime per tutti. Dunque la conoscenza non è moto corporeo e quindi non può dividersi o separarsi in parti. 
La mente umana è una sostanza incorporea, infatti la vita del corpo è diversa dalla vita della mente. Quest'ultima è di sua natura immortale e finché si vive la mente continua a pensare. Inoltre i pensieri sono azioni permanenti ed essenziali e non passeggeri. La mente umana non è eterna, ma è creata, in quanto è soggetta a una perpetua mutazione degli stati. 

### La scienza di Dio
Dunque la mente non è Dio, quest'ultimo eterno, né parte di Dio e né un'emanazione di Dio. È noto che la mente umana è unita al corpo finché si vive, per cui le operazioni del cervello e del corpo armonicamente si corrispondono. Infatti i pensieri della mente seguono e accompagnano il corpo. Ogni azione del cervello provoca una sensazione nell'anima, che può essere un dolore oppure un piacere. Si può avere la cognizione della metafisica con Dio e con le cose divine attraverso una contemplazione naturale delle cose. Dio è un Ente eterno, libero, segregato da ogni materia, perfettissimo in sé.